# Генріх I фон Мюлленарк
Генріх I фон Мюлленарк (нім. Heinrich I. von Müllenark; бл. 1190 — 26 березня 1238) — церковний і державний діяч Священної Римської імперії, 35-й архієпископ Кельна і 7-й герцог Вестфалії в 1225—1238 роках.

## Життєпис
Про походження достеменні відомості відсутні. Народився близько 1190 року. Обрав церковну службу, де з невідомих причин отримав прізвисько Лляні штани. Потім стає пробстом абатства Св. Кассія в Бонні.
1225 року після вбивства архієписопа Кельна Енгельберта I фон Берга обирається новим очільником Кельнської єпархії. Того ж року отримав регалії від імператора Фрідріха II Гогенштауфена, а напочатку 1226 року — папи римського Гонорія III.
Першим завданням стало покарання вбивць свого попередника, насамперед їх очільника Фрідріха фон Ізенбурга, за нього Генріх I фон Мюлленарк призначив нагороду в 2 тис. срібних марок. Спочатку було знищено замок Ізенбурга, а потім в Льєжі схоплено самого злочинця. За наказом архієпископа його було колесовано перед брамою Св. Северина в Кельні.
Продовжив політику попередника щодо зміцнення влади архієпископа у власне землях єпархії та герцогстві Вестфальському, також намагався розширювати свої володіння. Це призвело до конфлікту з Генріхом IV, герцогом Лімбурга і графом Берга. Війна тривала до 1231 року, коли Генріх I фон Мюлленарк був вимушений визнати спадкові права Генріха IV на посаді фогта абатства Зігбург.
Потім погіршилися стосунки з Клевським графством. Також вступив у протистояння з підвладними містами, що бажали отримання більших прав. Спочатку архієпископ у 1228 році надав нові привілеї містам Ксантен і Рес, у 1230 році — Дойцу, 1233 року — Райнбергу, 1236 року — Реклінґгаузену.
1235 року разом з Генріхом I, герцогом Брабанту, очолив посольство імператора до Англії, щоб забрати наречену Фрідріха II — Ізабеллу Плантагенет. Потім супроводжував останню до Вормса, де відбулося весілля. Помер Генріх I фон Мюлленарк в Кельні 1238 року. Поховано в Старому Кельнському соборі.